# MTV Europe Music Awards 2001
Ósme rozdanie nagród MTV Europe Music Awards odbyło się 12 listopada 2001 roku we Frankfurcie. Miejscem ceremonii był Festhalle Frankfurt. Gospodarzem był brytyjski komik Sacha Baron Cohen jako Ali G.

## Zwycięzcy

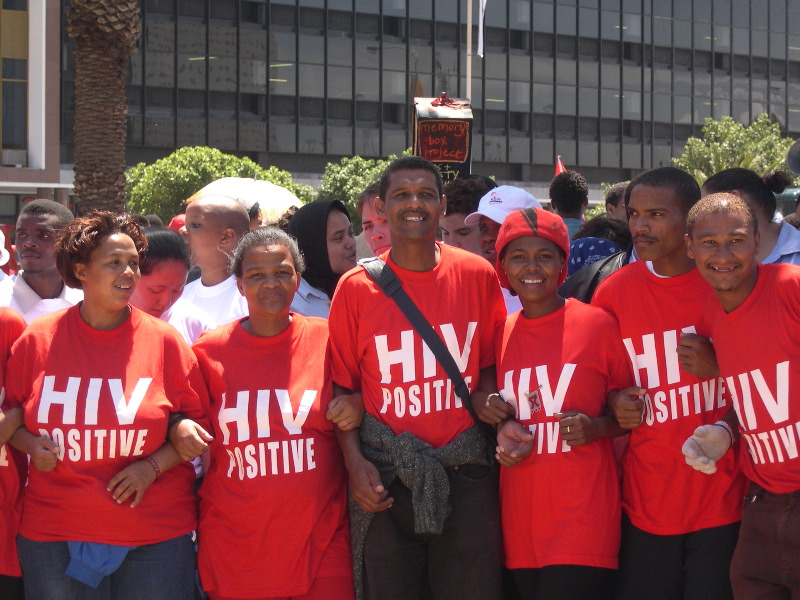
Free Your Mind 2001: TAC

- Najlepszy wokalista: Robbie Williams
- Najlepsza wokalistka:  Jennifer Lopez
- Najlepszy zespół: Limp Bizkit
- Najlepszy wykonawca pop: Anastacia
- Najlepszy wykonawca rock: Blink-182
- Najlepszy wykonawca R&B: Craig David
- Najlepszy wykonawca Hip Hop: Eminem
- Najlepszy wykonawca dance: Gorillaz
- Nagroda internetowa: Limp Bizkit www.limpbizkit.com
- Najlepsza piosenka: Gorillaz, Clint Eastwood
- Najlepszy teledysk: The Avalanches, Since I Left You (reżyser: Rob Legatt & Leigh Marling, Blue Source)
- Najlepszy album: Limp Bizkit, Chocolate Starfish And The Hot Dog Flavored Water
- Najlepszy debiut: Dido
- Najlepszy wykonawca holenderski: Kane
- Najlepszy wykonawca francuski: Manu Chao
- Najlepszy wykonawca niemiecki: Samy Deluxe
- Najlepszy wykonawca włoski: Elisa
- Najlepszy wykonawca nordycki: Safri Duo
- Najlepszy wykonawca polski: Kasia Kowalska
- Najlepszy wykonawca rosyjski: Alsou
- Najlepszy wykonawca hiszpański: La Oreja de Van Gogh
- Najlepszy wykonawca brytyjski & irlandzki: Craig David